# Joachim Münch (Jurist)
Joachim Münch (* 16. Februar 1959 in Ulm) ist ein deutscher Jurist und Hochschullehrer.

## Leben
Joachim Münch studierte von 1978 bis 1981 Rechtswissenschaften im Rahmen der baden-württembergischen einstufigen Juristenausbildung an der Universität Konstanz. 1981 absolvierte er das erste und 1984 das zweite juristische Staatsexamen. Er ist ein Schüler von Rolf Stürner. 
Im Jahr 1988 wurde er an der Universität Konstanz mit der Schrift Vollstreckbare Urkunde und prozessualer Anspruch scl zum Doktor der Rechte promoviert. Seine Habilitation folgte 1996 an der Albert-Ludwigs-Universität Freiburg mit der Erteilung der Lehrbefugnis für die Fächer Bürgerliches Recht, Handelsrecht, Zivilprozeßrecht und Rechtsvergleichung. Im gleichen Jahr wurde Münch an die Georg-August-Universität Göttingen berufen und hat dort seit 1996 den Lehrstuhl für Bürgerliches Recht, Handelsrecht, deutsches und ausländisches Zivilprozeßrecht inne (Nachfolge Wolfram Henckel). Weitere Rufe an die Universitäten in Kiel (1999) und Tübingen (2003) lehnte er ab. Seine Arbeitsschwerpunkte sind Schiedsverfahrensrecht und Insolvenzrecht. 
An der Georg-August-Universität Göttingen war er von 2005 bis 2012 Vizepräsident, von 2000 bis 2001 Dekan und von 2003 bis 2005 Studiendekan der Juristischen Fakultät. Er ist Direktor des Instituts für Privat- und Prozessrecht  und des Instituts für Notarrecht der Fakultät.

## Veröffentlichungen (Auswahl)

### Monographien
- Die Reichweite der Unterschrift im Wechselrecht – Ein Plädoyer für die Maßgeblichkeit des räumlichen Sinnzusammenhangs, Berlin 1993, 209 S.
- Vollstreckbare Urkunde und prozessualer Anspruch, Köln/Berlin/Bonn/München 1989, LXI und 429 S.

### Herausgeberschaften
- Die Zukunft des Zivilprozesses, Freiburger Symposion am 27. April 2013 anlässlich des 70. Geburtstages von Rolf Stürner, Tübingen 2014, 121 S. (gemeinsam mit Alexander Bruns und Astrid Stadler)
- Festschrift für Rolf Stürner zum 70. Geburtstag, 2 Bd., Tübingen 2013 (gemeinsam mit Alexander Bruns, Christoph Kern, Andreas Piekenbrock, Astrid Stadler und Dimitrios Tsikrikas)